# Lunca (Mureș)
Lunca (veraltet Uifalău oder Vaidei; deutsch Traßten, ungarisch Tekeújfalva) ist eine Gemeinde im Kreis Mureș in der Region Siebenbürgen in Rumänien.
Der Ort Lunca ist auch unter den ungarischen Bezeichnungen Oláhújfalu, Újfalu und Oláhfalu, und der deutschen Neustadt bekannt.

## Geographische Lage

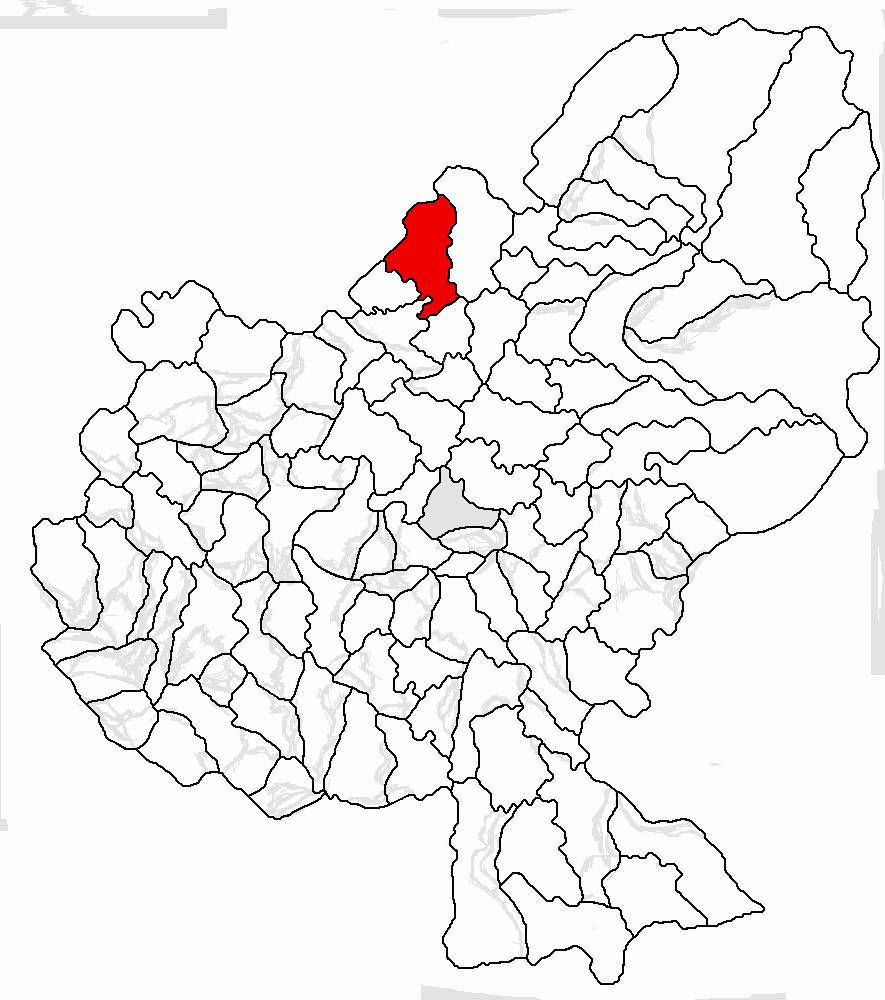
Lage der Gemeinde Lunca im Kreis Mureș

Die Gemeinde Lunca liegt in der Siebenbürgischen Heide (Câmpia Transilvaniei), Teil des Siebenbürgischen Beckens. Am gleichnamigen Bach und dem Drum național 15A befindet sich der Ort Lunca 14 Kilometer nordwestlich von der Stadt Reghin (Sächsisch-Regen) und etwa 45 Kilometer nördlich von der Kreishauptstadt Târgu Mureș (Neumarkt am Mieresch) entfernt.

## Geschichte
Der Ort Lunca wurde 1319 erstmals urkundlich erwähnt und war im Mittelalter ein siebenbürgisch-sächsisches Dorf.
Auf eine Besiedlung des Gebiets deuten Funde einer Totenstadt der Hallstattzeit, auf dem Areal des eingemeindeten Dorfes Băița (Ginsdorf), auf dem Areal von den Einheimischen genannt La Jie.
Im Königreich Ungarn gehörte der Ort dem Stuhlbezirk Teke in der Gespanschaft Klausenburg, anschließend dem historischen Kreis Mureș und ab 1950 dem heutigen Kreis Mureș an.

## Bevölkerung
Die Bevölkerung der Gemeinde Lunca entwickelte sich wie folgt:
| 1850 | 2.938 | 2.429 | 246 | 195 | 68            |
| 1930 | 3.760 | 3.336 | 248 | 120 | 56            |
| 1956 | 4.283 | 3.872 | 228 | 117 | 66            |
| 2002 | 2.851 | 2.699 | 67  | 39  | 46            |
| 2011 | 2.625 | 2.464 | 60  | 24  | 77            |
| 2021 | 2.078 | 1.884 | 27  | 7   | 160 (12 Roma) |

Seit 1850 wurde auf dem Gebiet der heutigen Gemeinde die höchste Einwohnerzahl und die der Rumänen 1956 registriert. Die höchste Anzahl der Magyaren (345) wurde 1910, die der Rumäniendeutsche 1850 und die der Roma (65) 1956 ermittelt.

## Sehenswürdigkeiten
- Im eingemeindeten Dorf Băița, die Holzkirche Sfinții Arhangheli Mihail și Gavriil, der Glockenturm und das Holztor zur Kirche alle 1723 errichtet, stehen unter Denkmalschutz.[5]
- Im eingemeindeten Dorf Logig (Ludwigsdorf), das Landhaus der ungarischen Adelsfamilie Bornemisza im 18. Jahrhundert errichtet und die Anwesen in der Hauptstraße (str. Principală) Nr. 10, 15 und 265 im 19. Jahrhundert errichtet, stehen unter Denkmalschutz.[5]

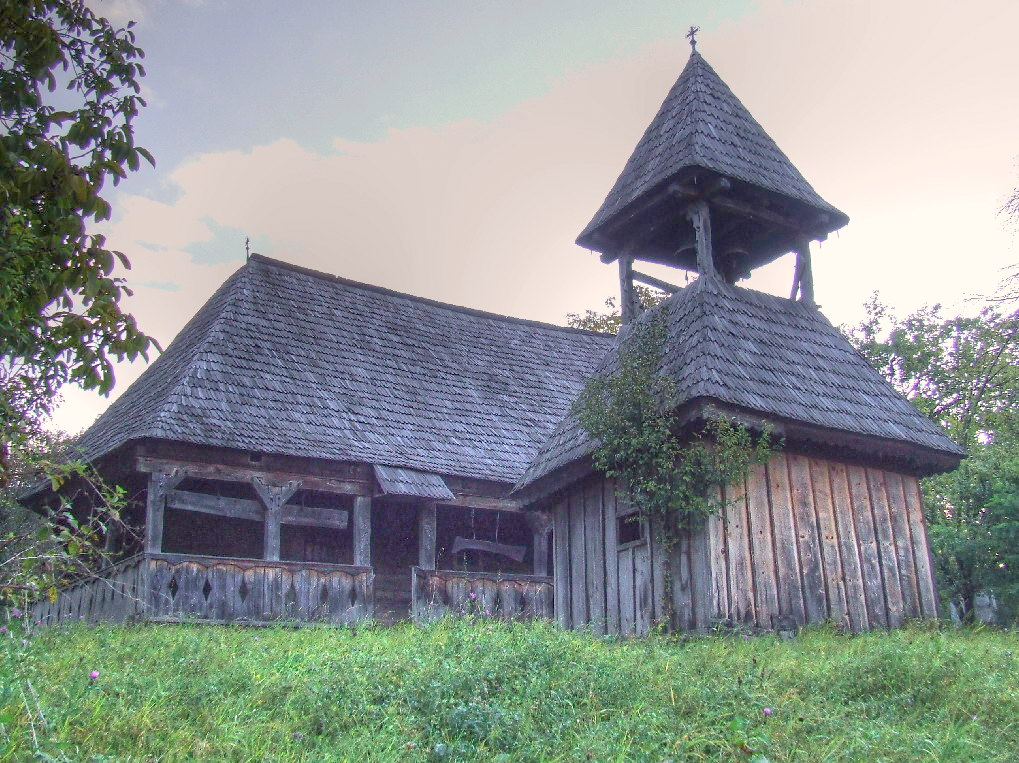
Holzkirche in Băița
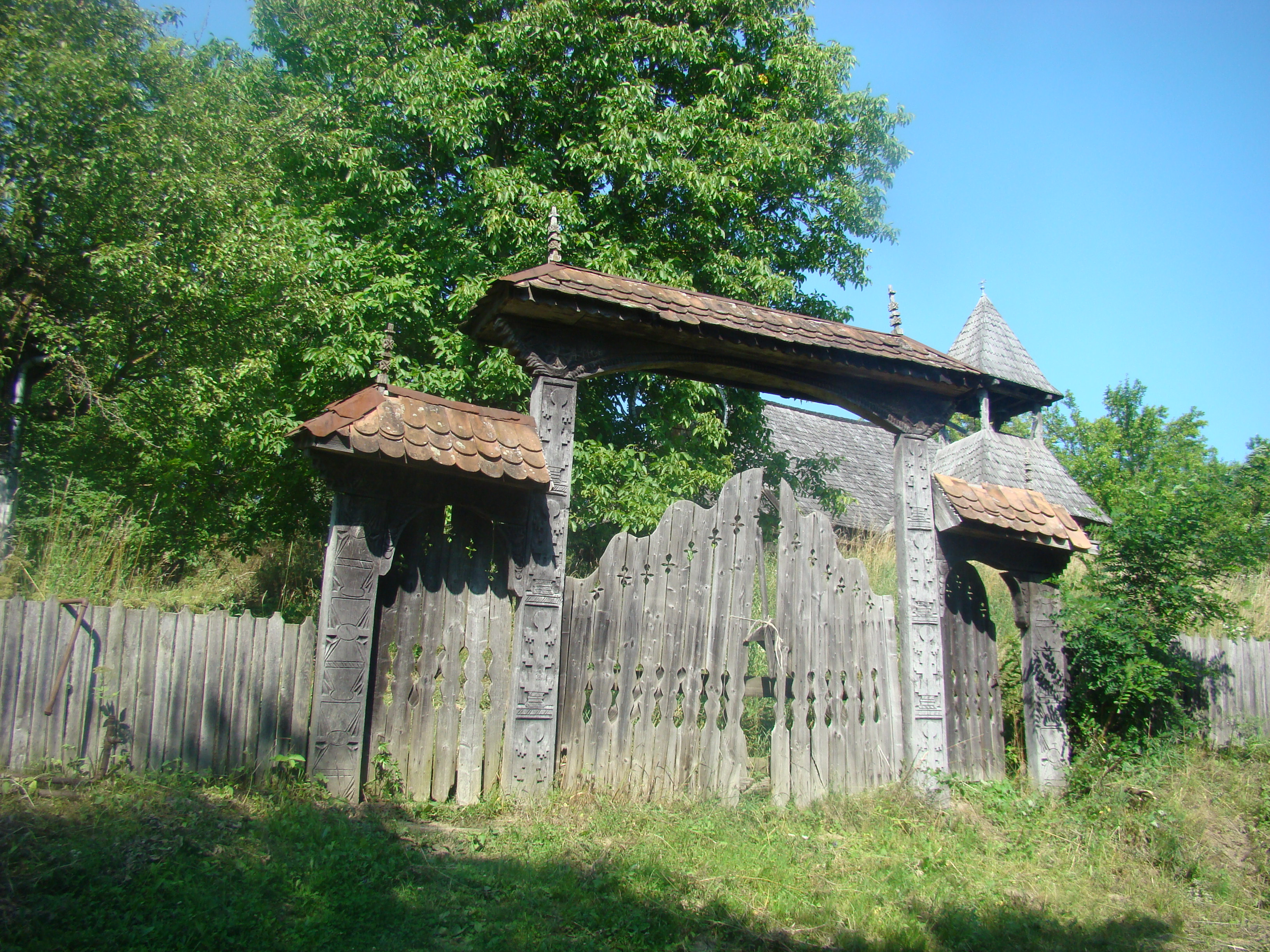
Tor der Kirche in Băița
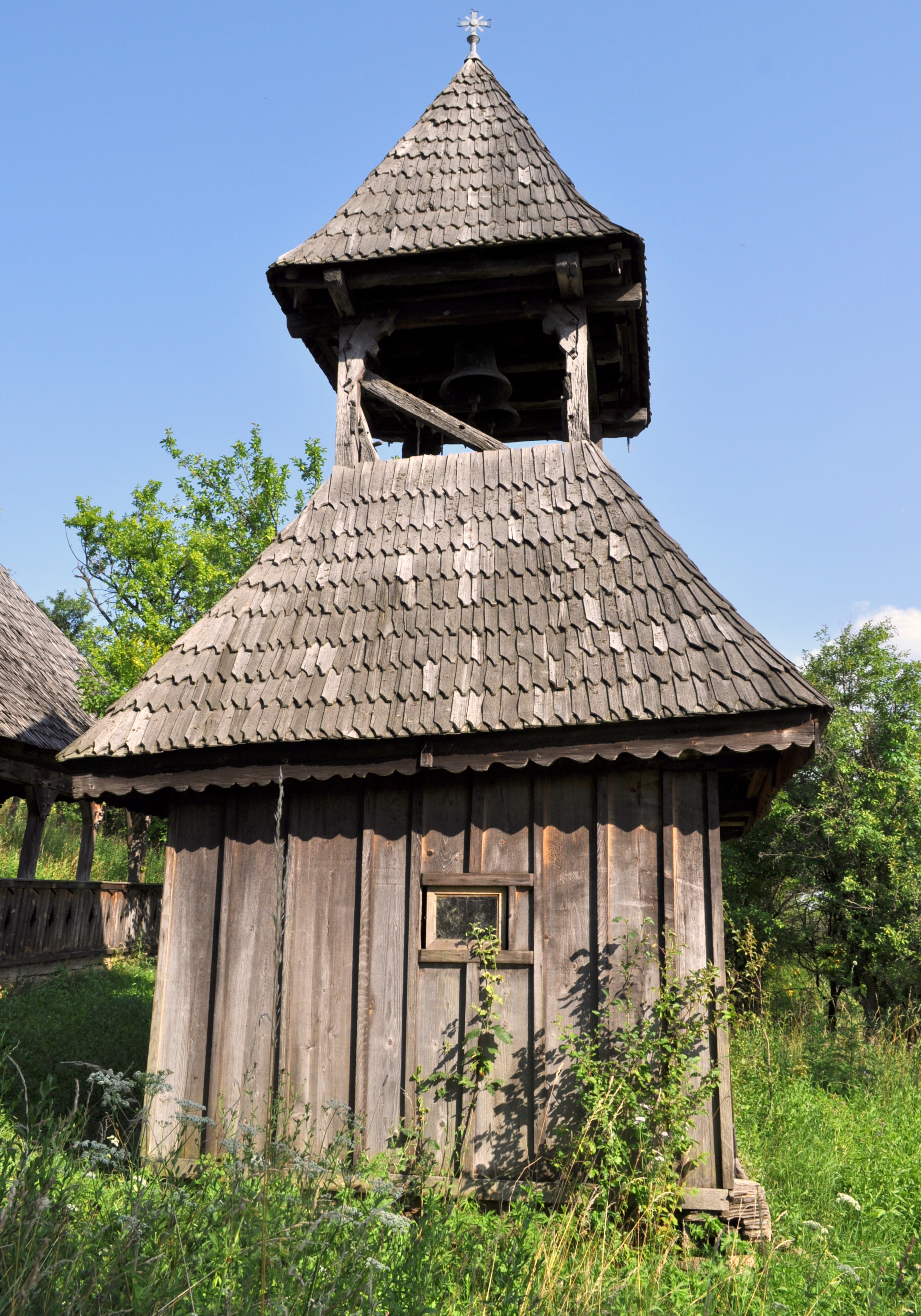
Holzturm in Băița